# أريارن تيتموس
أريارن تيتموس (مواليد 7 سبتمبر 2000) هي سباحة أسترالية، حصلت على ميداليتين في أولمبياد 2020.وميدالية ذهبية في سباق 400 متر حرة في دورة الألعاب الأولمبية بباريس 2024.